# Diospyros foliosa
Diospyros foliosa är en tvåhjärtbladig växtart som först beskrevs av Louis Claude Marie Richard och Asa Gray, och fick sitt nu gällande namn av Bakh. Diospyros foliosa ingår i släktet Diospyros och familjen Ebenaceae. Inga underarter finns listade i Catalogue of Life.